# Un autre homme
Un autre homme és una pel·lícula suïssa dirigida per Lionel Baier, estrenada l'any 2009.

## Argument
François i la seva companya Christine s'instal·len a la Vall de Joux on François descriu en un petit periòdic local, la vida dels seus habitants. Escriu igualment a la rúbrica de cinema, la crònica dels films que es passen a l'única sala de cinema del poble. Però com no és ni periodista, ni crític de cinema, redacta copiant de la revista Travelling, el parer d'uns altres crítics. François s'apassiona pel cinema i en una reunió a Lausana, coneix Rosa Rouge, una crítica de cinema reconeguda. Una relació perversa s'instaura entre ells.

## Repartiment
- Robin Harsch: François
- Natacha Koutchoumov: Rosa Rouge
- Elodie Weber: Christine
- Georges-Henri Dépraz: l'impressor
- Bulle Ogier: Bulle Ogier

## Al voltant de la pel·lícula
El film ha estat rodat amb poc mitjans, ja que només ha costat 500.000 francs suïssos (aproximadament 332.000 euros).
Crítica: "Comet la gosadia de descobrir un món interior darrere de l'arquetip. (...) La seva condició d'esquiva heterodòxia és inqüestionable i les seves reflexions sobre l'ofici tenen suc."